# Ciran
Ciran település Franciaországban, Indre-et-Loire megyében. Lakosainak száma 428 fő (2022. január 1.). Ciran Esves-le-Moutier, Ferrière-Larçon, Ligueil, Mouzay, Varennes és Vou községekkel határos.

## Népesség
A település népességének változása:
| Lakosok száma | 396  | 293  | 347  | 426  | 442  | 425  | 414  | 412  | 417  | 428  |
|               | 1968 | 1982 | 1990 | 2006 | 2013 | 2015 | 2017 | 2019 | 2020 | 2022 |